# Quy trình chăn nuôi chính xác

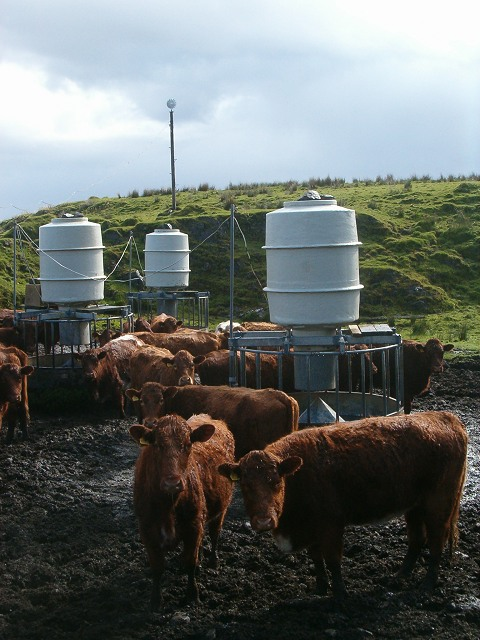
Hệ thống cho ăn tự động trong chăn nuôi bò

Quy trình chăn nuôi chính xác (Precision livestock farming-PLF) là việc sử dụng các công nghệ tiên tiến để tối ưu hóa sự đóng góp vào sản phẩm của mỗi con vật (từng cá thể vật nuôi). Thông qua phương pháp tiếp cận đến từng "mỗi con vật" này, người nông dân có thể đạt được mục đích nhằm mang lại kết quả tốt hơn trong chăn nuôi. Những kết quả đó có thể là định lượng, định tính và/hoặc giải quyết tính bền vững. Các động vật lớn được theo dõi "theo từng con", tuy nhiên các động vật khác như gia cầm được theo dõi "theo từng đàn" (gọi là đơn vị vật nuôi), cả bầy trong một ngôi nhà được theo dõi như một con vật đặc biệt ở gà công nghiệp.
Trong khi nông nghiệp chính xác xuất hiện lần đầu cách đây hàng thập kỷ trong sản xuất cây trồng, nơi công nghệ GPS đã giúp nông dân giảm sử dụng thuốc diệt cỏ, thuốc trừ sâu và phân bón, thì gần đây nó mới được đưa vào ngành chăn nuôi. Cốt lõi của quy trình này là ứng dụng Internet vạn vật (IoT) vào hoạt động chăn nuôi. Bằng cách ứng dụng công nghệ Precision Farming Technologies (PFT), người chăn nuôi có thể theo dõi từng con gia súc ở trang trại, bao gồm theo dõi nhiệt độ, mức độ dinh dưỡng, hoặc thậm chí tình trạng sức khỏe. Điều này cho phép họ xác định những con vật bị bệnh từ đó kịp thời chăm sóc và chữa trị, IoT cho thấy khả năng cung cấp các thông tin cần thiết và đảm bảo sức khỏe vật nuôi, góp phần làm giảm những tổn thất không mong đợi.

## Tổng quan
Ở cấp độ của từng cá thể, các nhà sản xuất thịt bò, sữa tươi và thịt lợn sử dụng các cảm biến đeo được để bắt bệnh sớm hơn và cải thiện phúc lợi và sự thoải mái. Họ cũng sử dụng các cảm biến để phát hiện những thay đổi về nhiệt độ và độ pH của cơ thể, để phân tích âm thanh và theo dõi sự thay đổi chuyển động và hành vi. Quá trình chuyển đổi công nghệ sang lĩnh vực gia cầm đã bị chậm lại và hiện tại không có công cụ nào sẵn có để theo dõi hành vi cá thế (tính nết) ở gia cầm, nhưng việc theo dõi có thể có giá trị bằng các loại hệ thống khác nhau bao gồm công nghệ gắn thẻ hồng ngoại và nhận dạng tần số vô tuyến (RFID) để theo dõi hành vi của từng cá thể trong gà mái, dữ liệu thu thập sẽ cải thiện hơn nữa chuồng nhốt và phúc lợi động vật.
Việc sử dụng công nghệ chính xác trong sản xuất sữa đã tăng lên rất nhiều. Quy trình này hoạt động thực sự tốt ở cấp độ cá thể bởi vì một con bò sữa có giá trị rất nhiều tiền so với một con gà mái đẻ. Trong khi theo dõi hành vi chi tiết trong chăn nuôi gia súc đã chứng tỏ là một công cụ có giá trị để cải thiện hiệu quả, nhưng còn ở một đàn gia cầm thường thường có số lượng lớn hơn và thói quen, tính khí thất thường của gà (ví dụ như hoảng loạn) đã khiến việc theo dõi trở nên khó khăn hơn nhiều. Có những nghiên cứu phúc lợi gia cầm đang cố gắng hiểu rõ hơn về hành vi của gà mái thông qua nghiên cứu ở cấp độ cá thể, kiến thức đàn chính xác hơn sẽ dẫn đến một chiến lược quản lý chính xác hơn.

## Ứng dụng

### Trên gà
Dự án hệ thống ZTHZc hợp tác giữa Đại học Bern và Văn phòng thú y và an toàn thực phẩm liên bang Thụy Sĩ, sử dụng chuồng hai lớp để nghiên cứu tại chỗ. Ngôi chuồng đầu tiên có tám nhóm 360 con gà mái và có một khu vườn và đồng cỏ mùa đông. Ngôi nhà thứ hai có 20 nhóm 225 con gà mái và có một khu vực bên ngoài với một khu vườn mùa đông. Các cơ sở cho phép các nhà nghiên cứu nhân rộng các thử nghiệm và tiến hành nghiên cứu trong một môi trường bán thương mại. Một trang trại ở Hà Lan cung cấp cho gà một khu vườn mùa đông, một khu vực kín, nơi gà có thể tiếp cận với không khí trong lành và ánh sáng mặt trời. Vào những ngày nóng hơn, những con gà mái lang thang ở ngưỡng cửa vài nơi dạo bên ngoài.
Trong một ngày thông thường, gà mái trong các hệ thống chuồng mở sẽ di chuyển xuống từ các vị trí trên cao, nơi chúng đang ngủ đến khu vực xả rác/lông khoảng 20 phút sau khi đèn bật sáng trong nửa đêm về sáng. Chúng sẽ dành khoảng ba đến bốn giờ để gãi, mổ và giũ bụi trước khi đến hộp làm tổ, rất có thể là đẻ trứng. Từ đó, chúng sẽ đi lang thang khắp nơi và di chuyển ra ngoài trời đến khu vườn mùa đông khi lỗ pop cuối cùng mở ra. Trên bề mặt, nó có thể xuất hiện như thể những con chim di chuyển ngẫu nhiên hoặc không có cấu trúc, nhưng khi được theo dõi riêng lẻ, hành vi độc đáo trở nên rõ ràng như một số đi ra ngoài trời ngay khi cửa ổ mở ra, còn những con gà khác hầu như không mạo hiểm ở bên ngoài.
Bằng việc giám sát các loài gà bằng hệ thống theo dõi hồng ngoại được thiết kế thành hệ thống theo dõi sử dụng chùm tia hồng ngoại có mã đặc biệt được nhúng vào chúng, tương tự như chùm phát ra từ điều khiển từ xa tạo ra các chùm tia ở những khu vực mà muốn ghi lại chuyển động của gà mái. Người nhận được gắn vào chân gà mái. Họ nhận ra các mã trong chùm tia hồng ngoại và lưu trữ thông tin mỗi khi gà mái đi vào và để lại một vùng (pin trong máy thu kéo dài đến ba tuần). Sử dụng hệ thống này, các nhà nghiên cứu theo dõi chuyển động trong năm khu vực của chuồng. Đầu ra của bốn con gà mái trong 11 ngày liên tiếp có thể được nhìn thấy.
Về mặt phúc lợi gà mái về những con gà mổ lông và động lực gây nên hành vi này cho thấy những nơi mà đàn gà được thả rông (range), chúng có xu hướng ít mổ lông hơn, dù đó là bởi vì những con gà đó là gà mổ lông đi ra ngoài nhiều hơn hay liệu những con gà bị mổ lông đang đi ra ngoài để thoát ra, đồng thời biết thêm về con gà nào gây ra vấn đề sẽ cho phép các nhà chọn giống loại bỏ đặc điểm đó thông qua các chương trình nhân giống. Cũng bằng việc sử dụng dữ liệu cá thể cho thấy sau khi tiêm vắc-xin tiêu chuẩn, chuyển động của gà mái đột nhiên vô cùng thay đổi, một sự thay đổi hành vi dường như kéo dài bảy đến tám ngày. Trong khi 97% số gà đã đi ra ngoài, hầu hết chúng không bao giờ vượt ra ngoài khu vườn mùa đông đến khu vực thả rông, mặc dù chúng có thể đi lên phạm vi, chúng dường như dành phần lớn thời gian trong khu vườn mùa đông.
Trong một trang trại ở Pháp, gà đẻ có thể chọn đi lang thang trong khu vườn mùa đông hoặc đi qua một cửa thứ hai mở ra một khu vực mở bên ngoài. Hầu hết chọn đi không xa hơn khu vườn mùa đông. Khu vườn mùa đông là không gian ngoài trời được bao quanh ở tất cả các phía. Thông thường, chúng có một mái nhà và được bao quanh bởi hàng rào lưới. Gà có thể tiếp cận với không khí trong lành và ánh sáng mặt trời nhưng được bảo vệ khỏi những con vật săn mồi. Biết có bao nhiêu con gà sử dụng khu vườn mùa đông so với khu vực phạm vi là thông tin có giá trị cho các nhà bán lẻ và người tiêu dùng, những người có thể đang thúc đẩy các nhà sản xuất cung cấp không gian cho những con gà không thích sử dụng nó.

### Trên heo
Ngành chăn nuôi sạch đang chuyển dần từ thị trường ngách nhỏ lẻ sang một thị trường đầy tiềm năng, triển vọng. Dinh dưỡng đầy đủ chỉ là một phần cho sự thành công của một dự án và tổng thể những yếu tố như chất lượng con giống, chuồng trại và trang thiết bị, quản lý trang trại, kiểm soát sức khoẻ và phát triển nguồn nhân lực cần được kết hợp thành một chương trình chăm sóc nuôi dưỡng tối ưu để phát triển hệ thống chăn nuôi không kháng sinh toàn diện. Chăn nuôi sạch không lệ thuộc vào phương pháp điều trị bệnh mà chủ yếu là tăng cường công tác phòng bệnh, xác định chính xác và nhanh chóng những thách thức trong quá trình chăm sóc nuôi dưỡng để chủ động ngăn chặn sự phát triển của mầm bệnh.
Tiến trình dự kiến áp dụng từ "Quy trình chăn nuôi chính xác" (Precision Livestock Farming–PLF) vào chăn nuôi heo sạch không kháng sinh trong tương lai. Các dữ liệu thông tin từ chuồng nuôi nên được cập nhật liên tục và phân tích đầy đủ thực tế theo thời gian; nên được kết nối với các thiết bị cho ăn, để cung cấp thức ăn tốt nhất cho vật nuôi dựa trên trạng thái sức khỏe của heo. Thức ăn chăn nuôi thường được thiết kế theo nhóm khối lượng và nhu cầu, vì thế, việc cho ăn theo từng cá thể không hề dễ dàng do đó phải cần đến một số mô hình công thức và cách cho ăn (feeder) mới có thể cung cấp thức ăn từng con lợn trong sản xuất thương mại. Hệ thống này sẽ sử dụng thức ăn cơ bản, và sau đó trộn nhiều loại dinh dưỡng phù hợp cho từng con lợn và cung cấp cho nó.
Phương pháp này có thể cung cấp ít dinh dưỡng hơn cho những con lợn nặng ký và cung cấp nhiều dinh dưỡng cho các con vật nhỏ hơn. Nhiều cơ sở chăn nuôi lợn ở Châu Âu đã sẵn sàng tiến đến phương pháp dinh dưỡng chuẩn xá việc sử dụng công nghệ này không chỉ là đơn thuần là thay đổi cách cho ăn feeders, máy móc, hoặc xây một silo khác nó sẽ phức tạp hơn rất nhiều và họ phải thay đổi cách họ vận hành và thiết kế công thức. Những thay đổi này ở trong xu hướng dinh dưỡng chuẩn xác và không chỉ hướng đến dinh dưỡng chuẩn xá mà chăn nuôi một cách chuẩn xác, và trong đó dinh dưỡng là một yếu tố quan trong và sau cùng chi phí của sản xuất lợn chỉ là chi phí thức ăn.

## Cho ăn
Cho ăn chính xác là cách mà người nuôi cung cấp thức ăn có hàm lượng chất dinh dưỡng phù hợp với một số lượng cần thiết. Các phương thức dinh dưỡng chính xác trong chăn nuôi heo và gia cầm giúp người chăn nuôi giảm tình trạng lãng phí thức ăn và chi phí thức ăn, đồng thời vẫn xử lý được những thách thức liên quan đến môi trường và sản xuất. Cho ăn chính xác có nghĩa cung cấp thức ăn với hàm lượng dinh dưỡng đúng chuẩn và liều lượng cần thiết cho vật nuôi, chăn nuôi chính xác mà dinh dưỡng chính xác là một phần quan trọng, vì thức ăn đóng góp vào chi phí chăn nuôi.
Hệ thống cho ăn chính xác cũng được cho là giúp một số phần của quy trình chăn nuôi trở nên tự động hơn bằng cách sử dụng công nghệ để theo dõi heo và quan sát cách chúng ăn và phát triển. Tùy từng trường hợp mà máy tính sẽ quyết định hệ thống sẽ trộn hai hay ba loại thức ăn lại với nhau, từ tất cả thông tin chúng có. Việc phân phối thức ăn cũng sẽ tự động, và các nhà chăn nuôi và chuyên gia dinh dưỡng sẽ có vai trò mới trong mô hình này.  Hệ thống và mô hình chuẩn xác sẽ được phát triển dựa vào các thông tin hiện hữu như là lượng thức ăn tiêu thụ vào và hành vi con vật. Các nhà sản xuất sẽ thêm vào các cảm biến khác, như là cân cảm biến, mô hình để ước tính "hồ sơ dinh dưỡng" trở nên chính xác hơn, hệ thống cho ăn chuẩn xác (precision feeding) giúp các nhà sản xuất cung cấp đúng và vừa đủ các chất dinh dưỡng cần thiết.
Hệ thống thức ăn chuẩn xác này còn tăng việc tự động hóa trong sản xuất, sử dụng công nghệ theo dõi và quan sát hành vi ăn và quá trình sinh trưởng. Máy tính sẽ là là người quyết định dựa vào các thông tin thu thập được, và nó có thể sẽ trộn 2-3 lại thức ăn khác nhau trong một số trường hợp. Việc cho ăn cũng sẽ được tự động hoá, và nhà sản xuất và nhà dinh dưỡng khi đó sẽ có những vai trò mới trong sản xuất. Việc thay đổi phương pháp sản xuất, như việc tiến tới sản xuất không sử dụng kháng sinh, sẽ mang đến nhiều thử thách về hiệu suất thức ăn cho nhà sản xuất gia cầm và có thể hướng đến sử dụng nguyên liệu mới. Phương pháp dinh dưỡng chuẩn xác trong chăn nuôi lợn và gia cầm giúp nhà sản xuất tránh lãng phí các chất dinh dưỡng dư thừa và giảm chi phí liên quan đến thức ăn, đồng thời giải quyết phần nào những vấn đề môi trường và những khó khăn trong sản xuất.
Các nghiên cứu về dinh dưỡng chuẩn xác trong chăn nuôi lợn, phát triển và sử dụng mô hình toán học vào hệ thống cho ăn chuẩn xác và hệ thông chăn nuôi. Công nghệ dinh dưỡng chuẩn xác mang lại nhiều lợi ích, bao gồm giảm lượng thức ăn sử dụng và chi phí chăn nuôi khoảng 8% chi phí cho ăn và sản xuất; giúp người chăn nuôi dự đoán chính xác hơn thời gian xuất lợn vào lò mổ từ đó cho phép việc thiết lập các kế hoạch khác phù hợp hơn và cải thiện môi trường hơn và giảm áp lực lên môi trường. Hướng tiếp cận dinh dưỡng chính xác này còn giúp giảm bài tiết nitơ (nitrogen) ít nhất 30% và giảm lượng phosphor, phát hiện sớm dịch bệnh là một lợi ích khác mà người chăn nuôi sẽ nhận được.
Những công ty lớn tại châu Âu đã chuyển sang sử dụng phương thức cho ăn chính xác, ứng dụng công nghệ này không chỉ là vấn đề thay đổi máy móc cho ăn, hay xây dựng thêm hầm chứa thức ăn mà là thay đổi cách thức sản xuất và công thức thức ăn. Sự chuyển đổi này là một phần của chiến lược thay đổi quy mô to lớn hơn đó là chăn nuôi chính xác. Đã có một số nhà sản xuất quan tâm hơn về mức ảnh hưởng của thức ăn chăn nuôi lên môi trường. Với hệ thống sản xuất toàn diện, có thể đạt đến việc tối ưu hóa thức ăn cho lợn, và trồng các loại nguyên liệu được bón phân với những con vật ấy đó là một giai đoạn mà nhà sản xuất quan tâm hơn về làm thế nào thay đổi nguyên liệu và công nghệ sử dụng trong thức ăn để giảm ảnh hưởng xấu lên môi trường.
Công thức dinh dưỡng cho lợn và gia cầm đã được cải tiến rất nhiều, như là việc sử dụng synthetic amino acid và enzyme trong thức ăn, việc bổ sung có chọn lọc các amino acid đã làm thay đổi cách tổ hợp khẩu phần, ngày nay lysin được bổ sung với tỷ lệ cao hơn để hỗ trợ sự phát triển của các gà thịt giúp tạo ra nhiều thịt trắng hơn, trong sản xuất gà thịt hiện nay, lysine được thêm vào ở hàm lượng cao để tạo thêm nhiều thịt trắng hơn, các chất phụ gia giúp khẩu phần được cân bằng theo tỷ lệ amino acid lý tưởng, thay vì chỉ tập trung vào hàm lượng các amino acid riêng lẻ. Theo quan điểm chính xác, việc sử dụng tỷ lệ amino acid lý tưởng là tỷ lệ của các amino acid so với lysin và việc sử dụng các amino acid tổng hợp có lẽ là các thay đổi lớn nhất về cách tiếp cận dinh dưỡng và công thức thức ăn, việc sử dụng amino acid tổng hợp và sự cải tiến của các phần mềm tổ hợp công thức đã thay đổi cách sử dụng nguyên liệu và độ phức tạp của khẩu phần đối với các nhà sản xuất.  